# Dendropemon claraensis
Dendropemon claraensis là một loài thực vật có hoa trong họ Loranthaceae. Loài này được Leiva mô tả khoa học đầu tiên năm 1984.